# Vòm đá Azure
Vòm đá Azure (tiếng Malta: it-Tieqa Żerqa) còn được gọi là Vòm đá Dwejra (tiếng Malta: it-Tieqa tad-Dwejra), là một vòm đá vôi tự nhiên dài 28 mét (92 ft) trên đảo Gozo ở Malta. Tọa lạc ở vịnh Dwejra trong khu vực San Lawrenz, gần vách đá biển Inland và Fungus Rock. Đây là một trong những điểm thu hút khách du lịch lớn của Malta. Vách đá cùng các đặc điểm tự nhiên khác trong khu vực Dwejra, được giới thiệu trong một số bộ phim quốc tế và sản xuất truyền thông.
Mỏm đá neo lại ở phía đông của vách đá ven biển, lượn lên trên mặt nước, được neo vào một cột trụ tự do nằm ở biển phía tây vách đá. Nó được tạo ra khi hai hang động đá vôi sụp đổ. Sau nhiều năm xói mòn tự nhiên gây ra các phần của vòm vòm rơi xuống biển, vòm và trụ đứng tự do sập xuống hoàn toàn trong một cơn bão vào ngày 8 tháng 3 năm 2017.

## Lịch sử
Vòm đá Azure hình thành thông qua sự ăn mòn của biển và mưa trên mặt vách đá trong khoảng thời gian khoảng 500 năm. Vòm đá này là một trong những điểm tham quan chính của Malta và phông nền nổi tiếng trong các bức ảnh. Nó được đưa vào danh sách "Khu Bảo tồn Đặc biệt" và năm 1998 xuất hiện trong danh sách đệ trình của Malta về Di sản Thế giới của UNESCO, cùng với phần còn lại của vịnh Dwejra.
Giữa những năm 1980 và những năm 2000, các phần của phiến trên cùng của vòm bị sập, mở rộng vòm đáng kể. Một khối đá lớn ở mép ngoài bị sập vào tháng 4 năm 2012, tiếp tục tăng kích thước của mỏm đá. Một đợt sập đá khác xảy ra vào tháng 3 năm 2013. Một báo cáo địa chất và kỹ thuật được chuẩn bị bốn tháng sau đó và xác định rằng vòm "tương đối ổn định và sẽ tiếp tục tồn tại trong một vài năm", mặc dù cảnh báo về đá rơi và có thể gây nguy hiểm cho người dân khi đến gần vòm.
Có nhiều lần đá rơi và khe nứt được báo cáo trong những năm tiếp theo. Ngư dân tránh đi gần vòm bằng thuyền của họ, và các biển báo cảnh báo đã được đặt lên để ngăn cản người dân đi bộ lên đỉnh. Tuy nhiên, nhiều người vẫn tiếp tục đi trên vòm vòm thường xuyên, và video đã được tải lên YouTube từ những người vách đá lặn xuống cửa sổ khi những tảng đá rơi xuống. 
Vào tháng 12 năm 2016, một lệnh khẩn cấp đã được công bố cấm người dân đi vào vòng cung, với những kẻ xâm nhập phải đối mặt với khoản tiền phạt là € 1500. Tuy nhiên, luật này đã không được thi hành, và du khách vẫn còn đi bộ trên vòm đá mấy ngày trước khi nó sụp đổ vào tháng 3 năm 2017.

## Sụp đổ

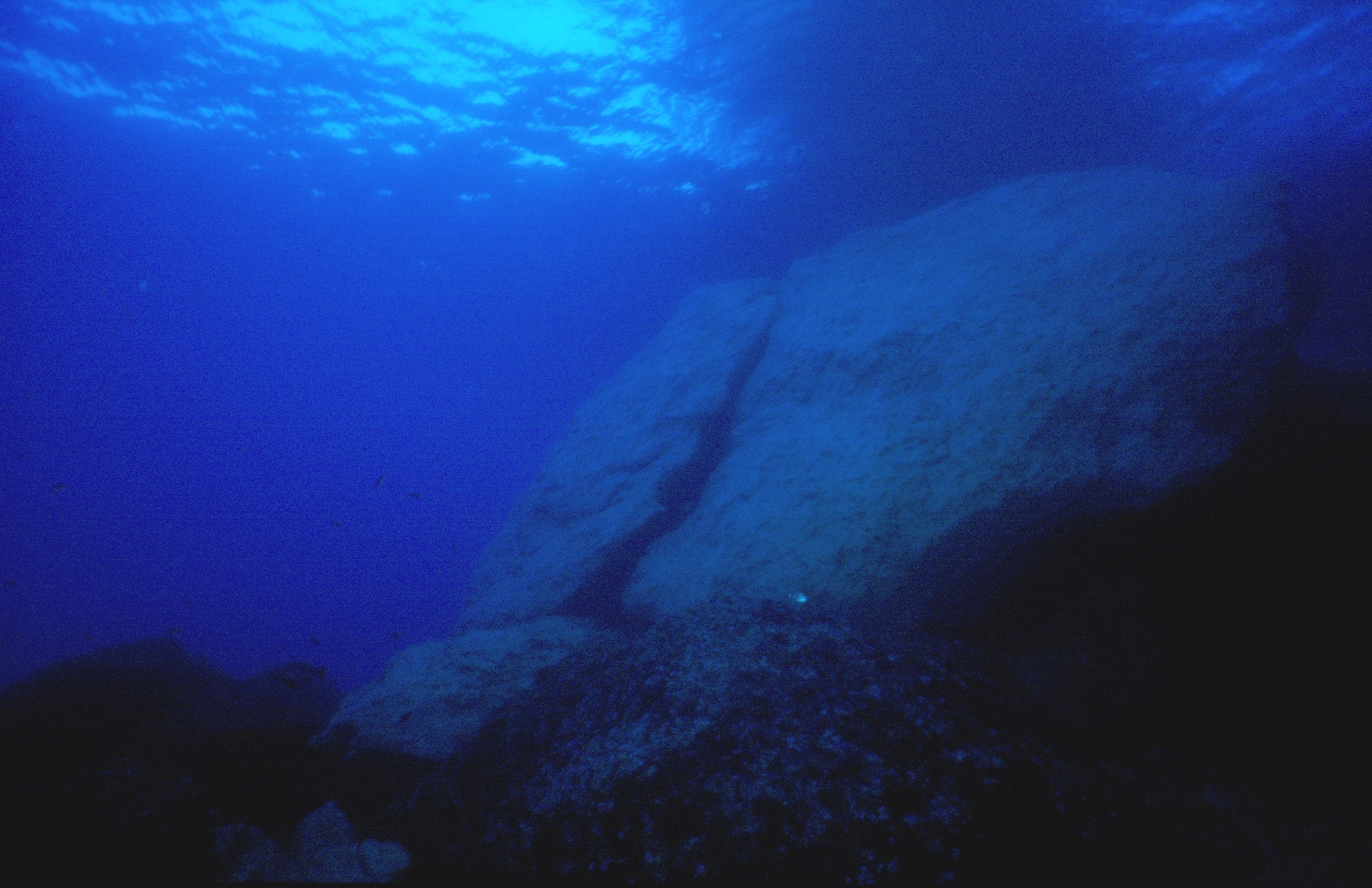
Một phần của trụ cột đã sụp đổ trong năm 2012

Các vòm cuối cùng đã sụp đổ vào khoảng 08:40 UTC (09:40 giờ địa phương) vào ngày 8 tháng 3 năm 2017, sau khi cơn bão mạnh ập vào. Các trụ cột chống đỡ vòm bị sụp đổ, và toàn bộ cấu trúc rơi xuống biển, không có gì còn lại nhìn thấy được trên mực nước biển.
Sự sụp đổ này đã được báo cáo trên cả phương tiện truyền thông địa phương và quốc tế. Thủ tướng Joseph Muscat và lãnh đạo phe đối lập Simon Busuttil đã tweet về sự sụp đổ của Azure Window, và nó cũng trở thành chủ đề của nhiều internet mem trên các phương tiện truyền thông xã hội Malta. Cơ quan Môi trường và Tài nguyên đã gọi sự sụp đổ này là một tổn thất lớn đối với di sản thiên nhiên của Malta.